# Kerplunk
Kerplunk é o segundo álbum de estúdio da banda de punk rock Green Day, lançado em 17 de janeiro de 1992. E é também o primeiro álbum que Tré Cool participou, já que o primeiro álbum feito pelo Green Day, 39/Smooth, ainda contava com o antigo baterista John Kiffmeyer/Al Sobrante.
Kerplunk foi gravado de Maio a Setembro de 1991 no estúdio Art of Ears em San Francisco, na Califórnia, EUA. Foi lançado em 17 de Janeiro de 1992 pela Lookout! Records. A faixa "Welcome to Paradise" foi re-lançada em 1994 no álbum Dookie em uma nova-versão.
O álbum vendeu cerca de 3 milhões de cópias mundialmente.

## Faixas
1. "2000 Light Years Away" - 2:24
2. "One for the Razorbacks" - 2:30
3. "Welcome to Paradise" - 3:30
4. "Christie Road" - 3:33
5. "Private Ale" - 2:26
6. "Dominated Love Slave" - 1:41
7. "One of My Lies" - 2:19
8. "80" - 3:39
9. "Android" - 3:00
10. "No One Knows" - 3:39
11. "Who Wrote Holden Caulfield?" - 2:44
12. "Words I Might Have Ate" - 2:32

### Faixas Bônus
1. "Sweet Children" - 1:41
2. "Best Thing in Town" - 2:03
3. "Strangeland" - 2:08
4. "My Generation" - 2:19 (cover do The Who)